# Гиффорд, Кэти Ли
Кэти Ли Гиффорд (англ. Kathie Lee Gifford, имя при рождении — Кэтрин Ли Эпстайн; род. 16 августа 1953, Париж, Франция) — американская певица, драматург, автор песен, актриса и телеведущая, наиболее известная благодаря ведению ток-шоу Live with Regis and Kathie Lee. Одиннадцать раз была номинирована на «Эмми».

## Биография
Кэти Ли Гиффорд родилась в Париже, в семье Аарона и Джоан Эпстайн. У неё есть брат Дэвид и сестра Мишель. Училась в Университете Орала Робертса. Она была замужем дважды: за композитором Полом Джонсоном (1976—1983), с которым развелась, и за футболистом Фрэнком Гиффордом (1986—2015), до смерти Фрэнка Гиффорда. От второго брака у неё двое детей: Коди и Кэссиди.

## Фильмография
- 2015 — Акулий торнадо 3 / Sharknado 3: Oh Hell No! — в роли самой себя
- 2020 — И тогда появился ты / Then Came You — в роли Аннабель